# Oldeania alpina
Oldeania alpina is een soort uit de grassenfamilie (Poaceae). De plant komt voor in Afrika, van Ethiopië tot in Zambia. Hij groeit in dichte bossen op de hellingen van bergen en vulkanen nabij het Oost-Afrikaanse Rift, op hoogtes tussen 2500 en 3300 meter.

## Synoniemen
- Arundinaria alpina K.Schum.
- Arundinaria fischeri K.Schum.
- Arundinaria tolange K.Schum.
- Oxytenanthera ruwensorensis Chiov.
- Sinarundinaria alpina (K.Schum.) C.S.Chao & Renvoize
- Yushania alpina (K.Schum.) W.C.Lin